# Reconocimiento blindado

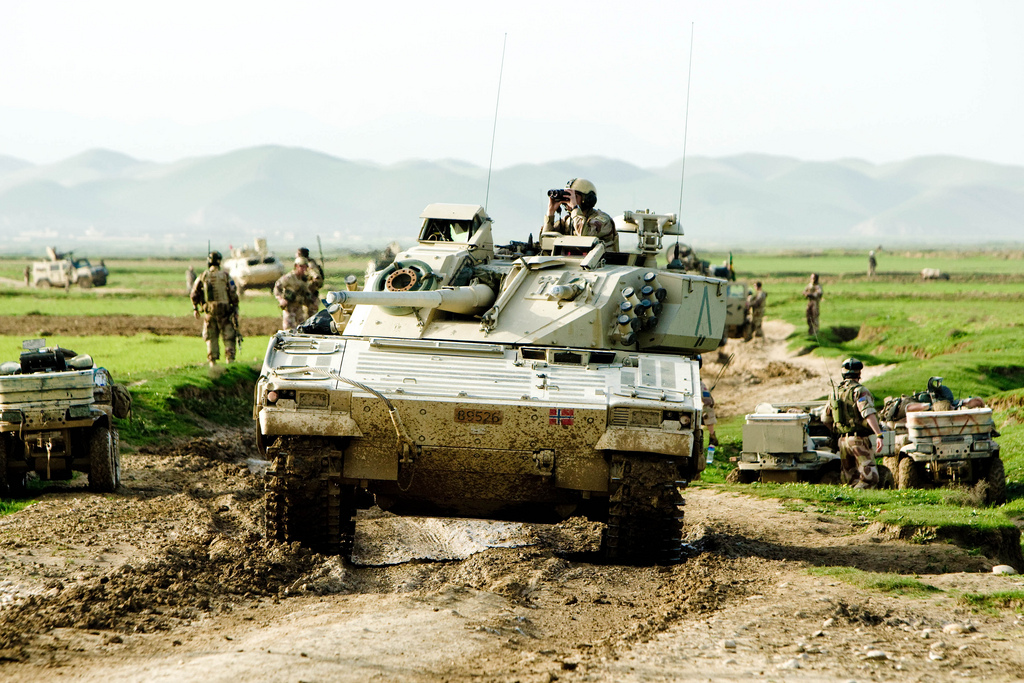
Un vehículo blindado de reconocimiento CV 90 del Ejército noruego desplegado en Afganistán.

El reconocimiento blindado es la combinación del reconocimiento terrestre con la guerra acorazada realizada por los soldados que utilizan tanques y vehículos de reconocimiento blindados equipados con ruedas y orugas.

## Introducción
Mientras que la misión del reconocimiento militar es recopilar información sobre el enemigo con el uso de vehículos de reconocimiento, el reconocimiento blindado añade la capacidad de combatir para obtener información sobre el enemigo mediante el uso de las unidades blindadas. 

## Unidades blindadas de reconocimiento
Mientras que se espera que los exploradores de la infantería aliada se infiltren en las líneas enemigas evitando el contacto con el enemigo, o bien se retiren ante los grupos de exploración y reconocimiento blindado enemigo, se espera que un equipo de reconocimiento blindado sea capaz de atravesar las líneas enemigas, superando las defensas y los puestos avanzados de las unidades enemigas. Se espera que las unidades blindadas de reconocimiento realicen misiones de reconocimiento con fuerzas blindadas, pongan en fuga a las unidades de exploración enemigas, obliguen a retirarse a las vanguardias enemigas, trabajen para interrumpir las líneas logísticas y de comunicación del enemigo, y se abran paso profundamente tras las líneas enemigas, para reconocer los principales despliegues de fuerzas enemigas y sus campamentos. Los vehículos blindados de reconocimiento, son capaces de defenderse de cualquier unidad avanzada ligera que el enemigo pueda desplegar, y están en igualdad de condiciones con los principales elementos blindados de la fuerza enemiga. Las tropas de reconocimiento son un elemento esencial en la recopilación de inteligencia en el campo de batalla. Sus elementos están entrenados en el arte de recopilar información de forma sigilosa, tanto desde vehículos como a pie, proporcionando información las 24 horas del día a los comandantes en todas las condiciones climáticas.

## Entrenamiento de las tropas de reconocimiento
Como parte del entrenamiento regular para el desempeño de tareas específicas, los miembros de la fuerza blindada de reconocimiento recibien un entrenamiento táctico para brindar inteligencia al ejército. 
El entrenamiento, que se lleva a cabo en la zona de entrenamiento y sus alrededores, tiene como objetivo ayudar a los exploradores a mantener y mejorar sus habilidades en la recopilación de inteligencia militar y proporcionar entrenamiento adicional a los soldados profesionales asignados recientemente a la unidad. 
Durante esta etapa del entrenamiento, los exploradores practican acciones y procedimientos tácticos, así como el uso de equipos de observación y recolección de datos, también practican la organización y ejecución de patrullas de exploración, incursiones y emboscadas. 
Además de las tareas de reconocimiento, a los soldados también se les enseña a manejar vehículos blindados de reconocimiento y utilizarlos en combate en todas las condiciones climáticas. 
El entrenamiento continuo llevado a cabo por las fuerzas armadas a lo largo del año es crucial para preservar la capacidad de la fuerza blindada de reconocimiento para realizar todas sus tareas en las diferentes condiciones tácticas, climáticas y del terreno, y para proporcionar inteligencia confiable y verificada que es de suma importancia para el éxito de las operaciones militares.

## Ejército británico
En el Ejército británico, las unidades de reconocimiento blindadas llevan a cabo misiones de reconocimiento blindado, mediante el uso de formaciones blindadas. En el Ejército británico, estos regimientos de reconocimiento suelen realizar tareas de reconocimiento blindado para una división o una brigada acorazada. En una operación defensiva a gran escala, retrasarían a las fuerzas atacantes, y al mismo tiempo, apoyarían a las unidades acorazadas aliadas, a medida que estas avanzan para enfrentarse al enemigo. Actualmente, los regimientos de reconocimiento blindado están equipados casi en su totalidad con vehículos de reconocimiento de combate. Los regimientos de reconocimiento blindado del Ejército británico, son unidades de reconocimiento equipadas con vehículos blindados de combate.